# يحيى مفرح زريقان
يحيى مفرح إبراهيم حسن زريقان صحفي وإعلامي سعودي.

## نشأته وحياته
ولد في مدينة جازان عام 1383 هـ وبعدها انتقل مع والده وأسرته إلى الرياض وهو في سن 11 من عمره. استكمل دراسته الابتدائية والمتوسطة والثانوية واختتمها بدراسته لقسم الإعلام في جامعة الملك سعود وبعدها قرر أن يمارس هوايته وهي العمل الصحفي فتحقق له مراده فعمل لعدد كبير من الصحف والمجلات والإذاعات والقنوات الفضائية السعودية والخليجية والعربية وحتى العالمية فبدأ عمله الصحفي والإعلامي في المجال الرياضي لمدة تقارب العشر سنوات وبعدها انتقل إلى المجال الفني الذي يعتبره بنفسه من أرقى المجالات والأقسام الصحفية وعمل به لمدة تجاوزت العشرين سنة.

## مسيرته

### في الصحافة
من الصحف والمجلات التي عمل لديها:
- الجزيرة على فترتين عام 83 - 86 م.
- عكاظ على فترتين عام 83 – 90 .
- البلاد عام 85 م
- الندوة عام 86 ـ 89 .
- اليمامة 1991 ـ 2002.
- الشرق الأوسط عام 2003 .
- الاقتصادية عام 2004 .
- الرياضية عام 2005 و حتى 2010
- كاتب في مجلة فواصل منذ عام 2008
- كاتب أسبوعي في صحيفة شمس

عمل مراسلا لعدد من الصحف العربية مثل:
- أخبار اليوم المصرية.
- أسرتي الكويتية.
- مجلة الشرقية .
- ألوان اللبنانية.

### في الإذاعة
عمل معدا ومقدما لعدد من البرامج الإذاعية في إذاعة جدة والرياض، ومن هذه البرامج:
- كلمة ونصف في إذاعة جده
- شرفات في دروب الفن في إذاعة جده
- مطرب الأسبوع في إذاعة جده
- سوالف فن في إذاعة الرياض
- رحلة مع الموسيقى في إذاعة جده

كما شارك في العديد من المحطات الإذاعية العربية والدولية للحديث حول الشأن الفني العربي، مثل:
- إذاعة مونت كارلو الفرنسية
- إذاعة MBC
- إذاعة روتانا

عمل معداً لعدد من البرامج في إذاعة mbc FM، مثل:
- ليلة خميس .
- الليل وجلا سه.
- ليالينا.

كما عمل معداً ومقدم لعدد من البرامج في مختلف الإذاعات الخاصة، مثل:
- معد ومقدم برنامج حكاية نغم في إذاعة مونت كارلو الفرنسية
- معد ومقدم برنامج كلام في الفن على إذاعة روتانا اف ام

### في التلفزيون
عمل معدا لعدد من برامج المنوعات الفنية والمسابقات في التلفزيون السعودي مثل:
- برنامج أحلى الليالي
- سباق المشاهدين
- رجال في الذاكرة
- برنامج النخلة

عمل معدا ومقدما لعدد من البرامج التلفزيونية، مثل:
- معد ومقدم برنامج كلمه ونغم في القناة الثقافية السعودية
- معد ومقدم برنامج حكاية أغنية في القناة الثقافية السعودية
- معد ومقدم برنامج هارموني في القناة الأولى بالتلفزيون السعودي
- معد ومقدم أول برنامج وثائقي عن شخصية فنية سعودية برنامج الأصيل على قناة وناسه

فقد شارك في العديد من المحطات التلفزيونية العربية والدولية للحديث حول الشأن الفني العربي، مثل:
- BBC البريطانية
- ( زمن ) القناة الثانية في التلفزيون الفرنسي.
- تلفزيون العربية.
- تلفزيون المستقبل.
- MBC
- LBC
- ORBIT
- ART
- القناة الأولى السعودية
- القناة الإخبارية السعودية
- القناة الثقافية السعودية
- قناة روتانا موسيقى
- قناة روتانا طرب
- قناة روتانا خليجية

## جوانب مختلفة في حياته
- اشتهر بتدوين الفن السعودي كمؤرخ.
- قدم العديد من العناصر الشابة في المجالين الإعلامي والفني من صحفيين ومذيعين وملحنين وفنانين.
- يعكف حاليا على إعداد وتقديم ثلاثة برامج تلفزيونية . منها اثنين إعداد وتقديم والآخر إعداد فقط
- مارس النقد في العمل الفني كتابة منذ زمن طويل .

كما شارك في العديد من الندوات التابعة للأندية الأدبية المتخصصة في الفن محليا وإقليميا وعربيا، مثل:
- النادي الأدبي في تبوك
- النادي الأدبي في جازان
- النادي الأدبي في الرياض
- النادي الأدبي في الدمام